# شهرستان خودمختار رویوان یائو

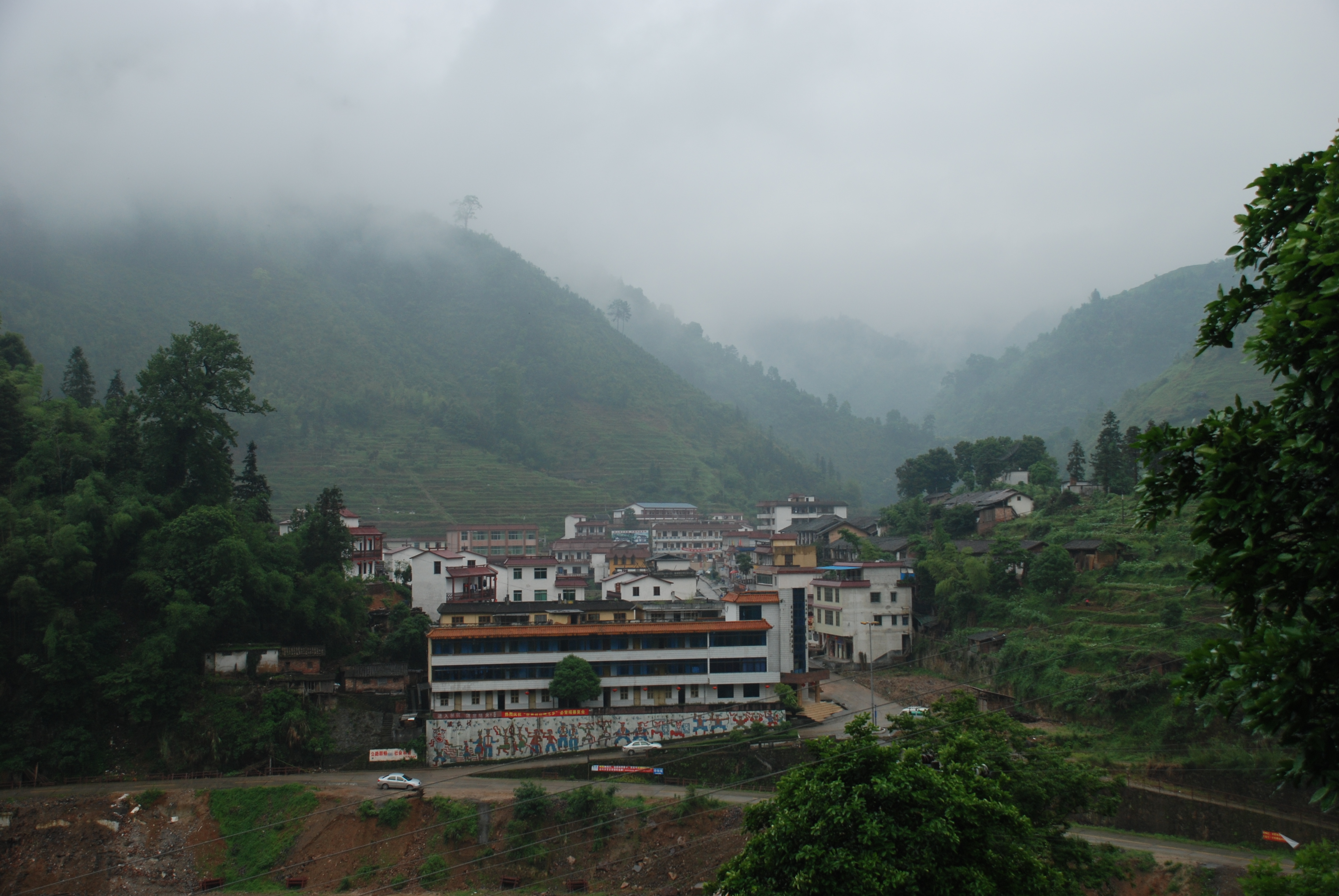
سکونتگاه مسکونی در جمهوری خلق چین

رویوان (به لاتین: Ruyuan Yao Autonomous County) یک سکونتگاه مسکونی در جمهوری خلق چین است که در شاوگوان واقع شده‌است.